# می ماسک

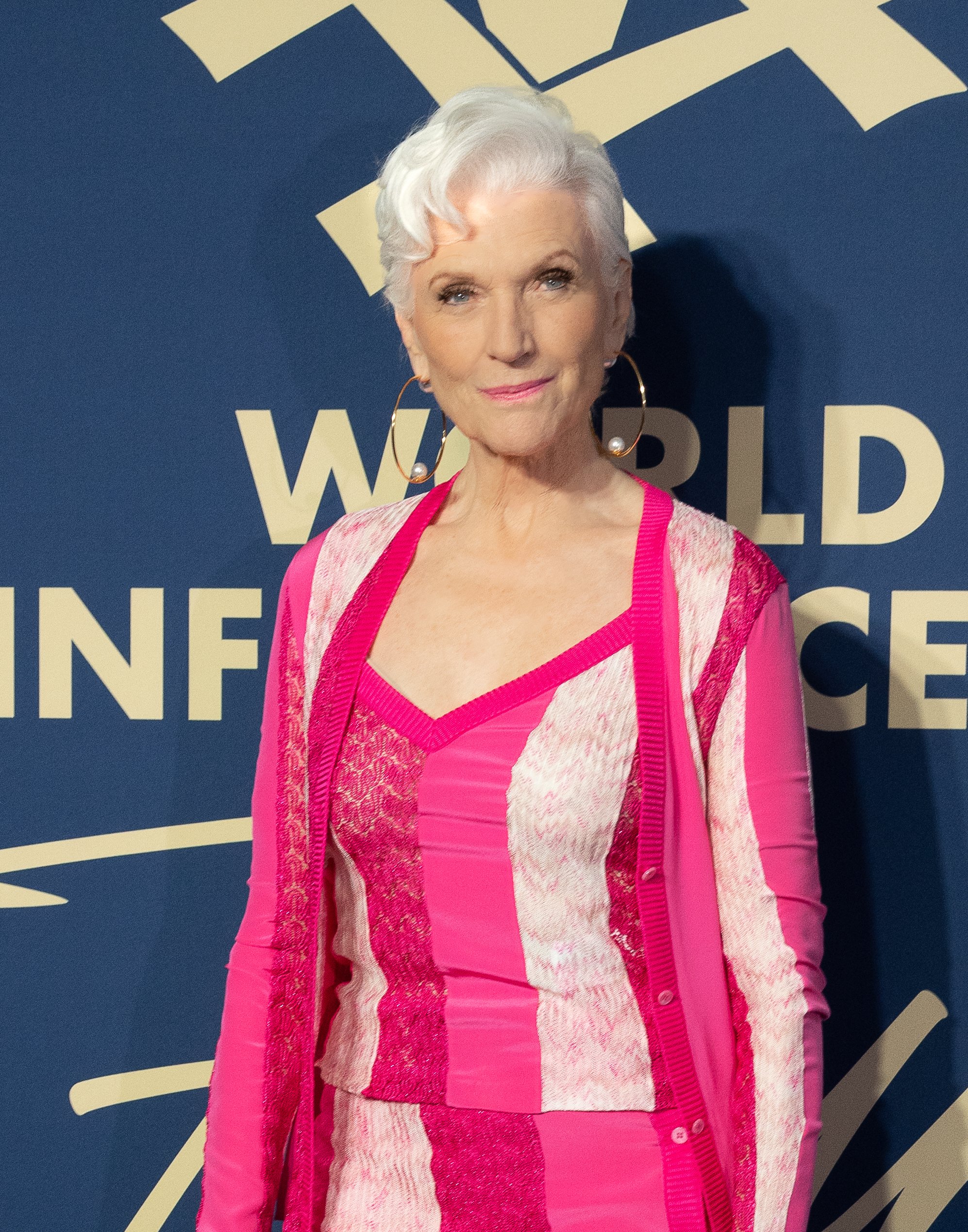
می ماسک در سال ۲۰۲۳

مِـی ماسک (انگلیسی: Maye Musk؛ زادهٔ ۱۹ آوریل ۱۹۴۸) مدل و متخصص رژیم غذایی اهل کانادا و آفریقای جنوبی و مادر ایلان ماسک، توسکا ماسک و کیمبال ماسک است. او بیش از ۵۰ سال مدل بوده و عکسش بر جلد مجله‌های تایم (ویژه‌نامهٔ سلامت)، وومنز دی و وُگ منتشر شده‌است. روزنامهٔ نیویورک پست بر شهرت خودکسب‌کردهٔ او تصریح کرده و او را «یک ستارهٔ به‌واسطهٔ لیاقت خودش» اعلام نمود.

## اوایل زندگی و حرفه
می ماسک در شهر رجاینای کانادا زاده شد و یکی از قل‌های دوقلو و همچنین یکی از پنج فرزند خانواده بود. خانوادهٔ او هنگامی که می ۲ ساله بود، به پرتوریا در آفریقای جنوبی مهاجرت کردند. مادرش وینفرد فلچر و پدرش دکتر جاشوا نورمن هالدمن یک متخصص کایروپراکتیک، باستان‌شناس آماتور و ماجراجو بود که با یک هواپیمای ملخی از سال ۱۹۵۲ میلادی، خانواده‌اش را به سفر دور دنیا برد. آنها به‌مدت ده سال در بیابان کالاهاری جستجو کردند تا شاید نشانی از «شهر گمشدهٔ کالاهاری» پیدا کنند. پدرش و مادر او برنامه‌ها و سخنرانی‌های گوناگونی دربارهٔ سفرشان داشتند. می در مصاحبه‌ای با نیویورک تایمز گفت که «پدر و مادرم مشهور بودند، اما هیچگاه اهل پُز و فخرفروشی نبودند.»
مِـی در مسابقهٔ دختران زیبای آفریقای جنوبی در سال ۱۹۶۹ به مرحله نهایی (فینال) راه یافت. یک سال بعد در سال ۱۹۷۰ با «ارول ماسک» که یک مهندس اهل آفریقای جنوبی بود، ازدواج کرد که با هم سه فرزند به دنیا آوردند: ایلان ماسک، توسکا ماسک و کیمبال ماسک. وی سپس در رشتهٔ رژیم‌شناسی تحصیل کرد و مدرک کارشناسی ارشد خود را از دانشگاه ایالت آزاد آفریقای جنوبی اخذ نمود. او بعدها در رشتهٔ تغذیه هم تحصیل کرد و مدرک فوق لیسانس تغذیه از دانشگاه تورنتو دریافت داشت.
مِـی در سال ۱۹۷۹ از اِرول ماسک جدا شد. دو سال بعد ایلان تصمیم گرفت که با پدرش زندگی کند و چهار سال بعد، کیمبال هم به او و پدرش پیوست. ایلان پس از پایان دورهٔ دبیرستان، تصمیم گرفت که به کانادا برگردد و ۶ بعد، مِـی و توسکا هم به کانادا برگشتند.

## زندگی در سال‌های بعدی
مِـی ماسک به حرفهٔ مدلینگ خود در کانادا و ایالات متحده آمریکا ادامه داد و در فیلم‌های تبلیغاتی رولون و ویدئو کلیپی از بیانسه بازی کرد. عکس عریان او بر جلد مجله تایم (ویژه‌نامهٔ سلامت)، نیویورک و اِل کانادا منتشر شد و در کارزارهای تبلیغاتی تارگت و ویرجین آمریکا هم حضور یافت. در سپتامبر ۲۰۱۷ میلادی، وی با ۶۹ سال سن، مسن‌ترین سخنگوی کاورگرل شد و در یکی از گزارش‌های خبری، این واقعه را «تاریخ‌ساز» نامیدند.
علاوه بر مدل بودن، او به‌عنوان یک متخصص رژیم غذایی دارای کسب و کار خصوصی خود است و در سرتاسر دنیا سخنرانی و ارائه دارد.
کتاب خاطرات او با عنوان «وقتی یک زن برنامه‌ریزی می‌کند: اندرزهای برای یک عمر ماجراجویی، زیبایی و موفقیت» در سال ۲۰۱۹ میلادی منتشر شد.